# Durand (Illinois)
Durand – wieś w USA, w stanie Illinois, w hrabstwie Winnebago. Według spisu z 2000 wieś zamieszkuje 1081 osób. W 2023 liczba mieszkańców wzrosła do 1371 osób, a gęstość zaludnienia przekroczyła 596 osób/km².

## Geografia
Davis Junction leży na 42°26'2" N, 89°19'41" W. Według spisu wieś zajmuje powierzchnię 2,3 km², całość stanowią lądy.

## Demografia
Według spisu z 2000 roku wieś zamieszkuje 1081 osób skupionych w 441 gospodarstwach domowych, tworzących 288 rodzin. Gęstość zaludnienia wynosi 463,0 osoby/km². W mieście znajdują się 468 budynki mieszkalne, a ich gęstość występowania wynosi 200,8 mieszkania/km². Miejscowość zamieszkuje 97,22% ludności białej, 0,56% stanowią Afroamerykanie, 0,28% to rdzenni Amerykanie, 0,09% mieszkańcy wysp Pacyfiku, 0,65% ludność innej rasy i 1,20% ludność wywodząca się z dwóch lub więcej ras. Hiszpanie lub Latynosi stanowią 1,02% populacji.
W miejscowości są 441 gospodarstwa domowe, w których 34,9% stanowią dzieci poniżej 18. roku życia żyjące z rodzicami, 53,1% małżeństwa, 9,5% niezamężne kobiety oraz 34,5% osoby samotne. 32,2% wszystkich gospodarstw domowych składa się z jednej osoby, 15,6% żyjących samotnie ma powyżej 65. roku życia. Średnia wielkość gospodarstwa domowego wynosi 2,45 osoby, natomiast rodziny 3,10 osoby. 
Przedział wiekowy kształtuje się następująco: 28,9% stanowią osoby poniżej 18. roku życia, 6,9% osoby pomiędzy 18. a 24. rokiem życia, 28,8% osoby pomiędzy 25. a 44. rokiem życia, 21,8% osoby pomiędzy 45. a 64. rokiem życia oraz 13,6% osoby powyżej 65. roku życia. Średni wiek wynosi 36 lat. Na każde 100 kobiet przypada 92,0 mężczyzn. Na każde 100 kobiet powyżej 18. roku życia przypada 86,7 mężczyzn.
Średni dochód dla gospodarstwa domowego wynosi 43 988 dolarów, a dla rodziny 51 042 dolarów. Dochody mężczyzn wynoszą średnio 41 016 dolarów, a kobiet 23 068 dolarów. Średni dochód na osobę we wsi wynosi 19 211 dolarów. Około 5,5% rodzin i 5,6% populacji  wsi żyje poniżej minimum socjalnego, z czego 5,1% jest poniżej 18. roku życia i 8,4% powyżej 65. roku życia.